# Joan Monné

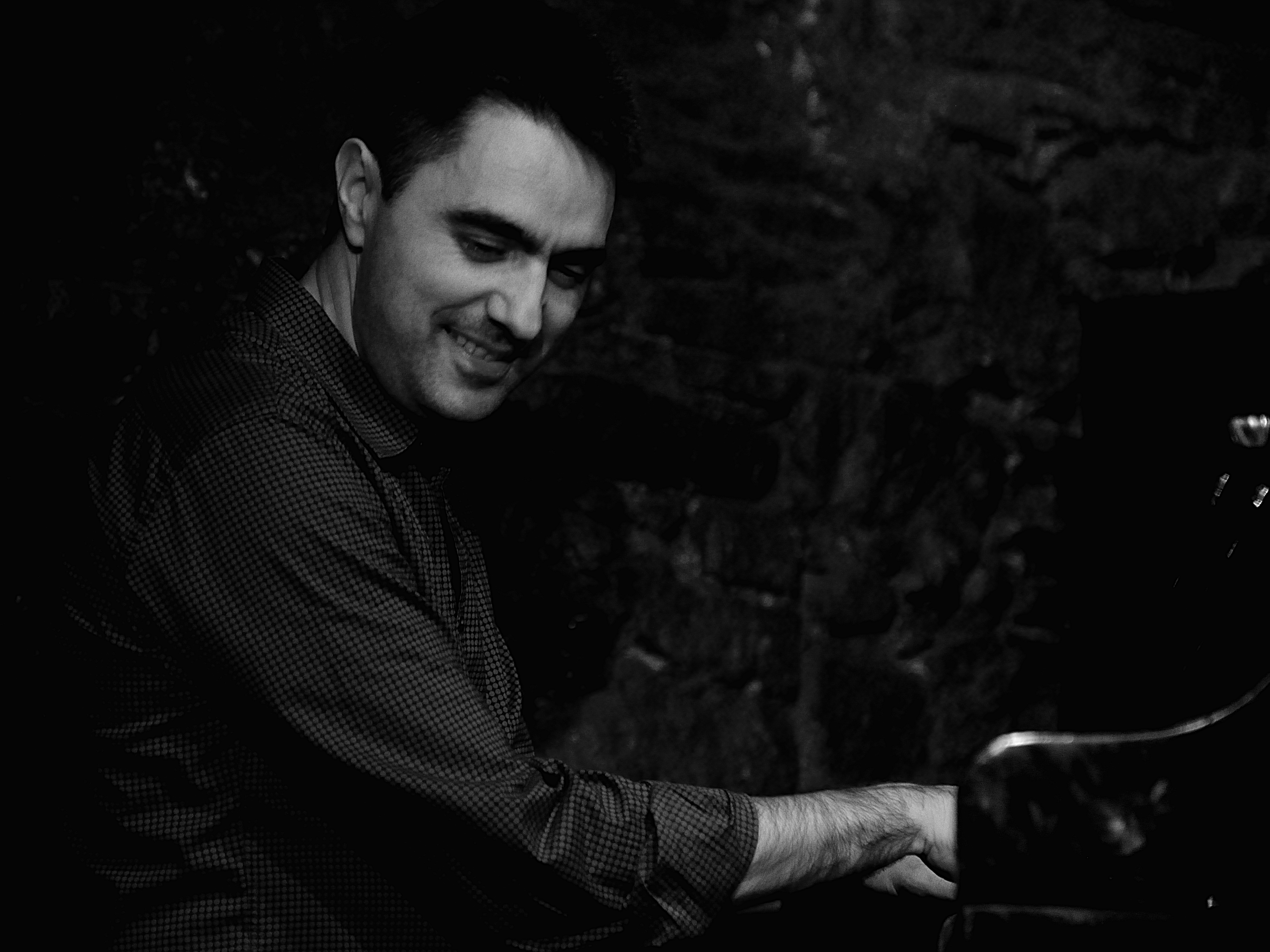
Joan Monné (2013)

Joan Monné (* 28. April 1968 in Barcelona) ist ein spanischer Jazzmusiker (Piano, Komposition).

## Leben und Wirken
Monné erhielt zunächst klassischen Klavierunterricht, um dann das Conservatori Municipal de Barcelona zu besuchen. Er absolvierte eine Jazzausbildung an der Zeleste und am Taller de Músics de Barcelona bei Iñaki Salvador, Ze Eduardo und Lluís Vidal; er besuchte Workshops bei Dave Liebman, Mulgrew Miller, John Abercrombie, Ed Thigpen, Tete Montoliu, Kurt Rosenwinkel und Brad Mehldau.
Mit seinem Joan Monné Trio legte er seit 1995 mehrere Alben bei Fresh Sound Records vor, aber auch mit dem Quartett Alguímia um den Tenorsaxophonisten Guim Garcia. Er tourte in Europa, aber auch in Indien und Singapur, und begleitete lange Carme Canela, aber auch Donna Hightower und Raimon. Weiterhin arbeitete er mit Perico Sambeat und internationalen Größen wie Benny Golson, James Moody, Dick Oatts, Don Braden, Deborah Carter, Jean Toussaint, Tim Garland, Peter King, Bill McHenry, Joe Magnarelli, Jesse Davis, Scott Hamilton, Harry Allen, Grant Stewart und Peter Bernstein. Auch nahm er mit dem Joan Abril Quintet auf.
Seit 1990 lehrte Monné im Taller de Músics de Barcelona, wo er die Ensemblearbeit koordiniert, später auch an der Escola Superior de Música de Catalunya. Er komponierte auch für das Theater und den Film (8/8: Les altres visions).
Seit 2021 spielt und arrangiert Monné verstärkt mit und für die Sant Andreu Jazz Band.

## Preise und Auszeichnungen
Monné wurde mit mehreren Preisen ausgezeichnet, wie dem Primera Mostra de Jazz per a Joves (1993). Das Album Son Song des Joan Monné Trio erhielt eine Auszeichnung als beste CD 1995 von der Associació de Músics de Jazz de Catalunya, die ihn 2000 als besten Pianisten ehrte und 2006 sein Joan Monné Nou Nonet zur besten Combo erklärte.